# Marsh Gibbon
Marsh Gibbon – wieś w Anglii, w hrabstwie Buckinghamshire, w dystrykcie (unitary authority) Buckinghamshire. Leży 78 km na północny zachód od centrum Londynu. W 2001 miejscowość liczyła 991 mieszkańców. Marsh Gibbon jest wspomniana w Domesday Book (1086) jako Mersa/Merse.